# Olavius algarvensis
Olavius algarvensis ist eine Art der Gürtelwürmer (Clitellata) aus der Ordnung der Wenigborster (Oligochaeta). Der 12 bis 25 Millimeter lange Wurm lebt an der portugiesischen Atlantikküste und im italienischen Mittelmeer im subtidalen Küstensand. Er hat wie alle Arten der Gattung Olavius keinen Verdauungstrakt und betreibt seinen Stoffwechsel über symbiotische Bakterien. Olavius algarvensis wurde 1998 von Olav Giere, Christer Erséus und Frank Stuhlmacher erstbeschrieben.

## Merkmale
O. algarvensis ist 12–25 mm lang und besitzt 100–150 Segmente. Wie auch alle anderen Arten der Gattung Olavius besitzt die Art keinen Verdauungstrakt. Das Genitalsegment XI ist rund 0,27 mm breit, die Breite der postgenitalen Segmente beträgt 0,25–0,27 mm. Da die Körperoberfläche sehr unregelmäßig ist, variiert die Breite des restlichen Körpers. Das Prostomium ist länglich und misst rund 100 µm. Die Klitellardrüsen sind verhältnismäßig stark ausgebildet und erstrecken sich von der Hälfte des X. bis zum XII. Genitalsegment. Auf der Bauchseite befindet sich im XIV. Genitalsegment ein großes Unterhautpolster aus symbiotischen Bakterien, von dem sich zwei ebenfalls mit Bakterien gefüllte Rillen bis zum XII. Genitalsegment erstrecken, wo sie die weiblichen Poren umschließen. Die Penialborsten von O. algarvensis sind rund 70 µm lang und stehen in Bündeln von zehn bis elf. Sie sind 2,5–3 µm dick und werden von den männlichen Papillen verdeckt. In jedem Borstenbündel sind die vorderen Borsten länger als die hinteren. Die Spermathekalporen sind paarig angeordnet und befinden sich zwischen den Genitalsegmenten IX und X sowie dem rückseitigen Borstenbündel. 
Die Cuticula und die Epidermis berühren einander oft direkt. Da die Länge der Epidermisstränge unterschiedlich ist, variiert auch die Dicke der Epidermis. Zwischen den Epidermiszellen befinden sich auch zahlreiche drüsige Zellen. Der Spermientrichter ist 42 µm breit und 15 µm tief. Der Samenleiter hat eine Länge von 125 µm, ist 10 µm breit und nicht bemuskelt. Das schmale, 80–100 20 µm messende Atrium von O. algarvensis ist schmal liegt fast senkrecht zur Körperachse. Die vordere Prostata ist lappig und groß, sie ist 11 µm lang und 70–90 µm breit. Die hintere Prostata steht senkrecht und ist 95 µm lang und 55 µm breit. Die Länge der Spermatheken beträgt 130 µm, sie sind etwa 40 µm breit. 

## Verbreitung und Lebensraum
Olavius algarvensis wurde zuerst in einer Lagune an der portugiesischen Algarveküste entdeckt. Später wurde die Art auch an der Küste der italienischen Insel Elba entdeckt. Sie lebt in grobkörnigem, subtidalem Sand mit 0,8–1,1 % Debris. Die Wassertiefe des Habitats beträgt vor Portugal bis zu einem Meter, bevorzugt werden aber Tiefen von 10–15 cm, vor Italien fand sich die Art in 10–18 cm Tiefe. Die örtliche Wassertemperatur liegt an der Algarve bei bis zu 30 °C, der Salzgehalt beträgt 35,5–37 ‰. Vor Elba liegen die Temperaturen bei 26 °C im Sommer und minimal 13 °C im Winter, die Salinität liegt im Sommer bei 37 ‰. 

## Lebensweise
Olavius algarvensis führt seinen Stoffwechsel in Ermangelung eines Verdauungstrakts mit Hilfe von Bakterien durch, mit denen die Art in Symbiose lebt. Diese in der Haut des Wurms lebenden Bakterien oxidieren Kohlenstoffmonoxid auf aerobischem und anaerobischem Weg, unter anderem durch die Reduktion von Sulfaten. Die daraus gewonnenen Elektronen können in anschließenden Reaktionen mit einer Vielzahl von Elementen und chemischen Verbindungen energetisch genutzt werden. Daneben verwerten die Bakterien offenbar auch Wasserstoff (H2) aus der anaeroben CO-Oxidation als Energiequelle. O. algarvensis selbst produziert Acetate, Malate und Succinate als Stoffwechselprodukte sowie Harnstoff und Glycinbetain. Die beiden letzteren werden von den symbiotischen Bakterien wiederum verwertet, was im Lebensraum der Art eine wichtige Stickstoffquelle darstellt. 
Die mit O. algarvensis symbiotisch lebenden Bakterien sind ein delta-Proteobakterium, das zahlreiche Selenoproteine und Pyrrolysin enthaltende Proteine produziert. Selenocystein und Pyrrolysin gelten als 21. und 22. Aminosäure. Dieses in O. algarvensis symbiontisch lebende Bakterium besitzt durch die Verwendung von fast 100 Selenoproteinen das bislang größte bekannte Seleno- und Pyrroproteom.

## Systematik
Olavius algarvensis wurde in den 1990er Jahren vor der Küste Portugals entdeckt und 1998 von Olav Giere, Christer Erséus und Frank Stuhlmacher erstbeschrieben. Die Art war der erste Vertreter der Gattung, der in europäischen Gewässern gefunden wurde; alle zuvor bekannten Olavius-Arten stammten aus der Karibik. Giere und Kollegen wählten das Artepitheton algarvensis in Anlehnung an den Fundort, die Algarve.  Die Verwandtschaftsbeziehungen der Art sind unklar, Giere und Erséus gehen davon aus, dass der Atlantik und das Mittelmeer von Olavius-Arten aus der Karibik kolonisiert wurden. Zwischen den beiden Populationen vor Portugal und Elba bestehen deutliche Unterschiede, etwa in der Zahl der Symbionten, ihrer Lage und der Größe der Würmer. Die beiden Wissenschaftler vermuten deshalb eine stufenweise Besiedlung zunächst der Atlantikküste und anschließend des Mittelmeeres, wobei sich die Art an die verschiedenen Lebensräume in unterschiedlicher Weise angepasst und die zusätzlichen Symbionten vor Elba erst später erworben habe. 